# Thanks for the Memory: The Great American Songbook IV
Thanks for the Memory: The Great American Songbook IV é o vigésimo terceiro álbum de estúdio do cantor Rod Stewart, lançado a 18 de Outubro de 2005.
É o quarto disco que compila os êxitos da música da era pré-rock norte-americana.

## Faixas
1. "I've Got a Crush on You" (George Gershwin, Ira Gershwin) (Dueto com Diana Ross) - 3:08
2. "I Wish You Love" (Léo Chauliac, Charles Trenet, Albert A. Beach) - 3:36
3. "You Send Me" (Sam Cooke) - 2:49
4. "Long Ago (and Far Away)" (Jerome Kern, I. Gershwin) - 3:27
5. "Makin' Whoopee" (Walter Donaldson, Gus Kahn) - 3:11
6. "My One and Only Love" (Guy Wood, Robert Mellin) - 3:10
7. "Taking a Chance on Love" (Vernon Duke, John Latouche, Ted Fetter) - 2:43
8. "My Funny Valentine" (Richard Rodgers, Lorenz Hart) - 3:09
9. "I've Got My Love to Keep Me Warm" (Irving Berlin) - 3:50
10. "Nevertheless (I'm in Love with You)" (Harry Ruby, Bert Kalmar) - 3:25
11. "Blue Skies" (Berlin) - 3:38
12. "Let's Fall in Love" (Harold Arlen, Ted Koehler) - 3:15
13. "Thanks for the Memory" (Leo Robin, Ralph Rainger) - 3:44
14. "Cheek to Cheek" (Irving Berlin) (Faixa bónus na versão Japonesa)

## Paradas
| Paradas (2005)      | Posição |
| ------------------- | ------- |
| Billboard 200       | 2       |
| Top Canadian Albums | 2       |
| Top Internet Albums | 2       |